# Capulaquito
Capulaquito är en ort i Mexiko.   Den ligger i kommunen Chignahuapan och delstaten Puebla, i den sydöstra delen av landet, 120 km öster om huvudstaden Mexico City. Capulaquito ligger 2 686 meter över havet och antalet invånare är 417.
Terrängen runt Capulaquito är huvudsakligen kuperad, men åt nordost är den platt. Runt Capulaquito är det ganska tätbefolkat, med 54 invånare per kvadratkilometer. Närmaste större samhälle är Chignahuapan, 9,9 km sydost om Capulaquito. Omgivningarna runt Capulaquito är en mosaik av jordbruksmark och naturlig växtlighet.